# Kavalugundi, Nagamangala
Kavalugundi là một làng thuộc tehsil Nagamangala, huyện Mandya, bang Karnataka, Ấn Độ.